# Archiprezbiterat Coimbra Sul
Archiprezbiterat Coimbra Sul (pol. Coimbra Południe) − jeden z 10 wikariatów diecezji Coimbra, składający się z 22 parafii:
- Parafia w Almalaguês
- Parafia w Ameal
- Parafia w Anobra
- Parafia w Antanhol
- Parafia w Arzila
- Parafia w Assafarge
- Parafia w Belide
- Parafia w Bendafé
- Parafia w Castelo Viegas
- Parafia w Cernache
- Parafia w Condeixa-a-Nova
- Parafia w Condeixa-a-Velha
- Parafia w Ega
- Parafia w Figueiró do Campo
- Parafia w Furadouro
- Parafia w Pereira
- Parafia w Taveiro
- Parafia w Ribeira de Frades
- Parafia w Santo Varão
- Parafia w Vila Seca
- Parafia w Zambujal
- Parafia w Sebal